# Olof Albert Wallén

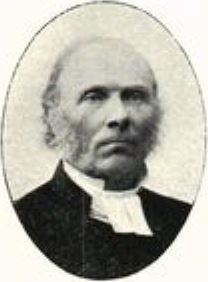
O.A. Wallén.

Olof Albert Wallén, O.A. Wallén, född 30 oktober 1830 i Tuna socken, Uppsala län, död 20 november 1910 i Järvsö församling, Gävleborgs län, var en svensk präst. 
Wallén blev student vid Uppsala universitet 1849 och prästvigdes 1856. Han var vikarierande lärare vid Enköpings lägre allmänna läroverk 1858–1862 och extra lärare där 1862–1863, blev adjunkt vid Uppsala högre allmänna läroverk 1863, predikant vid Akademiska sjukhuset 1870, kyrkoherde i Järvsö församling 1872 och kontraktsprost i Hälsinglands västra övre kontrakt 1881. Wallén är begravd på Järvsö gamla kyrkogård.